# Lotus strigosus
Lotus strigosus là một loài thực vật có hoa trong họ Đậu. Nó là loài bản địa của tây bắc Hoa Kỳ và cận Mexico.